# Fredrik Ulrik Wrangel

Fredrik Ulrik Wrangel, gemalt von August Franzén, Schloss Gripsholm, Schwedisches Nationalmuseum

Fredrik Ulrik Wrangel af Sauss (* 3. Oktober 1853 auf Schloss Salsta im Kirchspiel Tensta, Uppsala län, Schweden; † 14. August 1929 in Versailles, Frankreich) war ein schwedischer Graf, Maler, Hofbeamter, Historiker, Redakteur und Autor genealogischer, biografischer und historischer Schriften. Als Schriftsteller verwandte er ab 1906 unter anderem das Pseudonym Daisy und das Anagramm W. Legran.

## Leben
Wrangel, Spross einer schwedischen Linie des Adelsgeschlechtes Wrangel, Enkel des schwedischen Admirals Anton Johan Wrangel, drittes von sieben Kindern des Rittmeisters Fredrik Ulrik Wrangel af Sauss (1820–1858) und dessen Ehefrau Ulrika Ebba Vilhelmina Sprengtporten (1828–1874), studierte zunächst Malerei. Hierzu ging er 1876 nach Düsseldorf und immatrikulierte sich an der Königlich Preußischen Kunstakademie. Dort waren Andreas Müller und Heinrich Lauenstein seine Lehrer. 1877 verließ er Düsseldorf und reiste zu Studien nach Venedig, München und Florenz weiter, die bis 1882 dauerten. Im Jahr 1880 kehrte er noch einmal nach Düsseldorf zurück. Über das malerische Œuvre Wrangels ist wenig bekannt.
In den 1880er Jahren begann er, sich als Autor historischer Abhandlungen einen Namen zu machen. 1888 heiratete er die aus Jönköping gebürtige Genre-, Landschafts- und Porträtmalerin Maria Asplund (1861–1923), die bis zur Ehe mit Wrangel an der Kunstakademie Stockholm studiert hatte. Das Paar, das 1888 zu Studienzwecken nach Frankreich zog, hatte keine Kinder und ließ sich 1906 scheiden. 1891 begann er als Redakteur der Zeitschrift Svenska autografsällskapets tidskrift zu arbeiten, ab 1898 für ihre Nachfolgerin, die Personhistorisk tidskrift. Diese Funktion behielt er bis zum Jahr 1903. Von 1895 bis 1898 redigierte er außerdem die Zeitschrift Vintergatan. Im Jahr 1897 wurde Wrangel Kammerherr am Hofe Oskars II. von Schweden und Norwegen. 1898 stieg er zum Protokollsekretär im Hofmarschallamt und in der Hofexpedition auf. 1901 wechselte er in den Hofdienst der Königin Sophia. Als er im Jahr 1906 auf einer Reise in ihrem Gefolge an der Côte d’Azur weilte, verspielte er bei einem Besuch in der Spielbank Monte-Carlo die Reisekasse seiner Königin. Dies zog einen Skandal und die Entlassung aus dem Hofdienst nach sich. Er floh in die Vereinigten Staaten, später hielt er sich als Exilant in Paris auf, wo er vornehmlich in Künstlerkreisen verkehrte. Erst 1927 kehrte er für einen kurzen Besuch nach Stockholm zurück.

## Werke (Auswahl)

### Schriften
- Från Jean Bernadotte’s ungdom. Biografisk skizz. Norstedt, Stockholm 1889
- Liste des diplomates franc̜ais en Suède 1541–1891. Norstedt & Söner, Stockholm 1891
- Kunglika familjen samt konungens stamfader och öfriga aflidna medlemmar. In: Albin Hildebrand (Hrsg.): Svenskt porträttgalleri, Band I, Hasse W. Tullberg, Stockholm 1895  (Digitalisat)
- als Mitherausgeber neben Otto Bergström (1850–1915): Svenska adelns ättartaflor 1857–[1900]. Norstedt, Stockholm 1897–1900
- mit Agi Lindegren als Illustrator: Die souveränen Fürstenhäuser Europas. Porträtsammlung nebst genealogischen Notizen. Hasse W. Tullberg, Stockholm und Leipzig 1898/1899, 2 Bände; Digitalisate: Band I (Anhalt–Italien) – Internet Archive, Band II (Liechtenstein–Württemberg) – Internet Archive
- Stockholmiana. Anteckningar. Norstedt, Stockholm 1902–1916, archive.org
- Svenskt Pantheon. Porträtt och historiska plancher efter gravyrer. Wahlström & Widstrand. Stockholm 1906
- Ströftåg i New York och annorstädes i U.S.A. Wahlström & Widstrand, Stockholm 1907
- Rikskansleren Axel Oxenstiernas resa till och i Frankrike, 1635. Stockholm 1914
- Voyage en France d’Oxenstiern, 1635. Plon, Paris 1917 (Digitalisat)
- Choix de lettres intimes d’un épicurien du XVIIe siècle. Comte Jean Oxenstiern. J. Chevrel, Paris 1917, Textarchiv – Internet Archive
- La vie rustique en Alsace (Territoire de Belfort) avec une préface de Paul Fort. Plon, Paris 1919
- Barndomsminnen från stad och land, 1853–1870. Norstedt & Söners, Stockholm 1924
- Minnen från konstnärskretsarna och forfattarvärlden. Norstedt, Stockholm 1925
- als Herausgeber: Lettres d’Axel de Fersen à son père, pendant la guerre de l’indépendance d’Amérique. Firmin-Didot et cie, Paris 1929
- Première visite de Christine de Suède à la cour de France, 1656. Firmin-Didot et cie, Paris 1930

### Zeichnungen
- Profil eines alten Mannes mit Brille, Zeichnung (Bleistift), undatiert, Schwedisches Nationalmuseum
- Selbstporträt, Zeichnung (Tinte), 1916, Schwedisches Nationalmuseum
- Selbstporträt als Apollon, Zeichnung (Bleistift), 1928, Schwedisches Nationalmuseum[2]